# Leucocelis werneri
Leucocelis werneri är en skalbaggsart som beskrevs av Franz Antoine 2006. Leucocelis werneri ingår i släktet Leucocelis och familjen Cetoniidae. Inga underarter finns listade i Catalogue of Life.